# Khazar Sumgayit
El FK Khazar Sumgayit (en azerí: Xəzər Futbol Klubu) fue un equipo de fútbol de Azerbaiyán que alguna vez jugó en la Liga Premier de Azerbaiyán, primera división de fútbol en el país.

## Historia
Fue fundado en el año 1960 en la ciudad de Sumgayit con el nombre Metallurq y cambió de nombre en varias ocasiones:
- 1960/61  – Metallurg
- 1961/63  – Temp
- 1963/64  – Himik
- 1964/74  – Polad
- 1974/87  – Hazar
- 1987/88  – Voshod
- 1988/92  – Hazar
- 1992/97  – Khazar
- 1997/98  – FK Sumqayıt
- 1998/01  – Kimyaçı
- 2001/04  – Khazar

Durante el periodo soviético el club ganó tres títulos de liga, incluyendo la última temporada como miembro de la Unión Soviética en 1990 y fue uno de los equipos fundadores de la Liga Premier de Azerbaiyán como país independiente.
En las dos primeras temporadas de la liga terminó en segundo lugar, donde estuvo hasta su descenso en 1995. Tras una temporada en la Primera División de Azerbaiyán regresa a la máxima categoría en donde permanece hasta la temporada 1999/2000 luego de que anunciaron que no formarían parte de la Liga Premier de Azerbaiyán para la temporada 2000/01.
Luego de dos temporadas el club regresa para la temporada 2003/04, en la cual terminó en el lugar doce entre 14 equipos, Antes de iniciar la temporada 2004/05 el club colapsó por sus problemas financieros, por lo que no pudo tomar parte de la temporada y posteriormente desapareció.

## Palmarés
- Liga Soviética de Azerbaiyán: 3

1964, 1985, 1990
- Primera División de Azerbaiyán: 1

1995/96

## Temporadas
| Temporada | División     | Pos.         | J            | G            | E            | P            | GF           | GC           | Pts.         | Copa         |
| --------- | ------------ | ------------ | ------------ | ------------ | ------------ | ------------ | ------------ | ------------ | ------------ | ------------ |
| 1992      | 1            | 2            | 36           | 27           | 3            | 6            | 100          | 24           | 57           | Semifinales  |
| 1993      | 1            | 2            | 18           | 11           | 2            | 5            | 29           | 15           | 24           | Last 16      |
| 1993–94   | 1            | 4            | 30           | 13           | 9            | 8            | 44           | 28           | 48           | 1/4          |
| 1994–95   | 1            | 12           | 24           | 2            | 2            | 20           | 18           | 81           | 8            | 1/4          |
| 1995–96   | 2            | 1            | 28           | 21           | 5            | 2            | 61           | 18           | 68           | 1/4          |
| 1996–97   | 1            | 6            | 30           | 18           | 4            | 8            | 58           | 30           | 58           |              |
| 1997–98   | 1            | 12           | 26           | 4            | 2            | 20           | 15           | 54           | 14           |              |
| 1998–99   | 1            | 12           | 30           | 6            | 3            | 21           | 29           | 79           | 21           |              |
| 1999–2000 | 1            | 9            | 22           | 7            | 1            | 14           | 23           | 34           | 22           |              |
| 2000-01   | No participó | No participó | No participó | No participó | No participó | No participó | No participó | No participó | No participó | No participó |
| 2001-02   | Cancelada    | Cancelada    | Cancelada    | Cancelada    | Cancelada    | Cancelada    | Cancelada    | Cancelada    | Cancelada    | Cancelada    |
| 2002-03   | No se jugó   | No se jugó   | No se jugó   | No se jugó   | No se jugó   | No se jugó   | No se jugó   | No se jugó   | No se jugó   | No se jugó   |
| 2003-04   | 1            | 12           | 26           | 7            | 1            | 18           | 32           | 78           | 22           | 1/8          |